# Донська повість
«Донська повість» — радянський художній фільм-драма, поставлений на кіностудії «Ленфільм» в 1964 році кінорежисером  Володимиром Фетіним за мотивами оповідань «Шибалкове насіння» і «Родимка» Михайла Шолохова.

## Сюжет
Червоноармієць намагається нагодувати немовля кінським молоком. У наступних сценах він виявляється кулеметником з тачанки червоної сотні Кошового, який переслідує «банду» Кошового (свого однофамільця). Однак немовля заважає несенню військової служби і він віддає його в дитячий будинок. Там він розповідає попередню історію про його матір Дар'ю, яку знайшли на млині. Вона зізнається, що була згвалтована бандитами. Кулеметник Яків бере її на поруку. Але жінка деморалізуюче діє на загін. Командир вже думає залишити її в найближчій станиці, але під час бою вона рятує тачанку, яку понесли перелякані коні. Дар'я стає кучером тачанки і спокушає Якова. Однак опинившись в районі рідного хутора вона повідомляє «родичам» про те, що в червоному загоні закінчилися патрони. Будучи вагітною, вона просить Якова піти з нею. Козаки нападають на загін червоних і практично повністю його знищують. Драматичною є сцена, де козаки дозволяють оркестру червоних грати Інтернаціонал і розстрілюють музикантів під час виконання мелодії. Якову і Дар'ї вдається піти і знайти залишки загону, включаючи смертельно пораненого командира. Дар'я починає народжувати і зізнається Якову, що саме через неї козаки здійснили напад на загін червоних, оскільки точно знали про відсутність у тих боєприпасів. Яків розповідає про зраду решті загону. Боєць Чубуков вимагає негайної смерті Дар'ї, інші кажуть, що самосуд уподібнить їх банді і вирішують відкласти справу. Яків повертається до Дар'ї, забирає у неї дитину і вбиває її з гвинтівки. Для Якова тепер дитина єдина рідна людина, хоча Чубуков каже йому, що батьком дитини може бути сам отаман з банди. Оскільки немовля не може без грудного молока, то Яків намагається прилаштувати його до молодої козачки з дитиною, але та відмовляється бути «дійною коровою» і проганяє «червоного козачка». Але Яків за допомогою нагана примушує жінку до грудного вигодовування. На цьому історія закінчується і Яків прощається з дитиною в стінах Дитячого будинку. Наостанок, він називає її ім'я: Миколка (так звали загиблого командира червоної сотні).

## У ролях
- Євген Леонов —  Яків Шибалок
- Людмила Чурсіна —  Дар'я
- Олександр Блінов —  Миколка Кошовий, командир ескадрону
- Борис Новиков —  Іван Чубуков
- Микола Мельников —  Альоха
- Валентина Владимирова —  Фрося
- Олексій Грибов —  старий козак Кузьмич
- Лілія Гурова —  завідувачка Низовського дитячого будинку
- Сергій Ляхницький —  червоний командир
- Леонід Пархоменко —  білий козак
- Георгій Сатіні —  ватажок банди
- Георгій Штиль —  Зотов
- Глікерія Богданова-Чеснокова —  паромщиця  (немає в титрах)
- Олексій Смирнов —  кашовар  (немає в титрах)
- Олександр Афанасьєв —  козак  (немає в титрах)
- Аркадій Трусов —  Юхим  (немає в титрах)
- Роман Філіппов —  Єрмаков  (немає в титрах)
- Олег Хроменков —  Фіщенко, босий музикант  (немає в титрах)
- Олексій Кожевников —  музикант  (немає в титрах)
- Віктор Терехов —  музикант  (немає в титрах)
- Микола Кузьмін —  Петрович  (немає в титрах)
- Павло Первушин —  червоний козак  (немає в титрах)
- Михайло Мудров —  червоний козак  (немає в титрах)
- Аркадій Пишняк —  червоний козак  (немає в титрах)

## Знімальна група
- Автор сценарію —  Арнольд Вітоль
- Постановка —  Володимир Фетін
- Головний оператор — Євген Кірпічов
- Головний художник —  Олексій Рудяков
- Режисер —  Лев Махтін
- Композитор —  Василь Соловйов-Сєдой
- Звукооператор —  Микола Косарєв
- Редактор —  Фріжетта Гукасян
- Оператор —  Ростислав Давидов
- Монтажер — Є. Орлова
- Художник-гример — А. Грибов
- Асистенти режисера — В. Журавель, К. Кірпічова
- Консультант — Світлана Туркова-Шолохова
- Військовий консультант-генерал-лейтенант Іван Калюжний
- оркестр Ленінградської Державної філармонії
  - диригент —  Віктор Широков
- Директор картини — Ю. Макаров